# Elias Sehlstedt

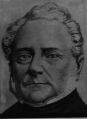
Elias Sehlstedt

Elias Sehlstedt (* 8. Dezember 1808 in Härnösand, Schweden; † 1874 in Stockholm) war ein schwedischer Lyriker. Zwischen 1852 und 1869 arbeitete er als Zollbeamter in Sandhamn im Stockholmer Schärengarten.

## Werke
- Knäppar på lyran (1844)
- Småplock på vers (1850)
- Fiskmåsen (1853)
- Fyrbåken (1855)
- Utkiken (1857)
- Samlade sånger och visor (Teile 1–5; 1861–76)
- Sånger och visor i urval (1893)
- Dikter och prosa (1961)